# Johnny Dumfries
Johnny Dumfries, de son vrai nom John Colum Crichton-Stuart, 7e marquis de Bute, né le 26 avril 1958 à Rothesay (Écosse) et mort le 22 mars 2021, est un  pilote automobile britannique, vainqueur des 24 Heures du Mans 1988.

## Biographie
Johnny Dumfries est l’héritier de l'une des plus anciennes et plus riches familles de la noblesse britannique, la famille Stuart. Il choisit le pseudonyme « Dumfries », du nom de la ville écossaise, pour masquer ses origines sociales. Passionné très tôt par l'automobile, Johnny Dumfries commence sa carrière de pilote en 1980. Parallèlement, il travaille en tant que peintre et décorateur pour financer ses débuts. Il devient même chauffeur de bus pour l'écurie Williams.
Après un passage en Formule Ford 1600, il accède en 1983 au championnat de Grande-Bretagne de Formule 3 qu'il domine largement l'année suivante en remportant quatorze courses ce qui lui permet d'être sacré champion. La même année, il devient également vice-vice-champion d'Europe de Formule 3 derrière Ivan Capelli. En 1985, il intègre les rangs du nouveau championnat international de Formule 3000, tout en officiant de manière ponctuelle pour la Scuderia Ferrari en qualité de pilote-essayeur.
En 1986, il est recruté par Team Lotus-Renault pour devenir le coéquipier d'Ayrton Senna. Malgré ses qualités de pilote, Dumfries n'est pas le premier choix de Lotus qui souhaitait recruter l'Anglais Derek Warwick ; Ayrton Senna qui, par peur que Warwick lui fasse de l'ombre selon certains ou par peur que Lotus ne disperse ses forces en recrutant un deuxième pilote de trop grande valeur et fortement soutenu par la très influente presse spécialisée britannique selon les autres, opposa un veto ferme à la venue de Warwick, obligeant Lotus à se tourner vers Dumfries.
Cette opportunité pour Dumfries tourne rapidement au cauchemar : très nettement dominé par Senna qui marque 55 points et remporte deux victoires, marginalisé au sein d'une équipe toute acquise au pilote brésilien, il inscrit seulement 3 points et essuie même une non-qualification à Monaco. Pour 1987, Johnny Dumfries est remplacé par le Japonais Satoru Nakajima, imposé par le nouveau motoriste Honda. Sa réputation de pilote brisée à l'issue d'une seule saison, Johnny Dumfries ne retrouve pas de volant en Formule 1. Il n'effectue, quelques années plus tard, que des essais privés pour Benetton Formula.
Il se tourne alors vers le Groupe C avec l'équipe suisse Sauber et, en 1987, s'impose dès sa première course, aux 1 000 kilomètres de Spa. Parallèlement, il s'impose aussi aux 500 miles Road America en IMSA GT avec le Dyson Racing sur une Porsche 962.
Il signe ensuite avec l'écurie Jaguar du Tom Walkinshaw Racing et termine troisième des 24 Heures de Daytona en 1988 puis remporte les 24 heures du Mans au volant de la Jaguar XJR-9LM partagée avec le Néerlandais Jan Lammers et l’Anglais Andy Wallace.
Il s'engage ensuite avec Toyota Motorsport puis met un terme à sa carrière au début des années 1990 après une dernière apparition dans la Sarthe pour l'équipe Courage en 1991.
Après sa carrière en sport automobile, il est connu sous le nom de John (ou Johnny) Bute par ses amis. En 1993, à la mort de son père, il devient le 7e marquis de Bute (en) et s'occupe du domaine familial du Mont Stuart sur l'île de Bute en Écosse. Il meurt le 22 mars 2021, à 62 ans.

## Résultats en championnat du monde de Formule 1
| Saison | Écurie                         | Châssis | Moteur           | Pneumatiques | GP disputés | Points inscrits | Classement |
| ------ | ------------------------------ | ------- | ---------------- | ------------ | ----------- | --------------- | ---------- |
| 1986   | John Player Special Team Lotus | 98T     | Renault V6 turbo | Goodyear     | 15          | 3               | 13e        |